# Svaz Ruska a Běloruska
Svazový stát Ruska a Běloruska (rusky Союзное государство России и Беларусии, bělorusky Саюзная дзяржава Расіі і Беларусі), neoficiálně známý jako Svaz Ruska a Běloruska nebo Unie Ruska a Běloruska (rusky Союз России и Беларусии, bělorusky Саюз Расіі і Беларусі), někdy též neoficiálně Rusobelie (rusky Русобе́лия), je omezená nadnárodní konfederace Ruské federace a Běloruské republiky, případně plánovaný svazový stát, který by měl tvořit společně organizovaný vojenský, politický, celní, ekonomický, měnový a kulturní prostor. Původní smlouvy uzavřel běloruský prezident Alexandr Lukašenko s ruským prezidentem Borisem Jelcinem v letech 1995–1999. Fakticky se uskutečnila spolupráce parlamentů, letectva a armády, vznikl malý rozpočet a dočasná celní unie. Zájem o vytvoření společného státu od té doby kolísal a od roku 2010 nedošlo k žádným pokrokům. Na archivované úvodní stránce Svazu jsou poslední informace z roku 2012, další stránky nejsou ani v archivu.

## Vznik

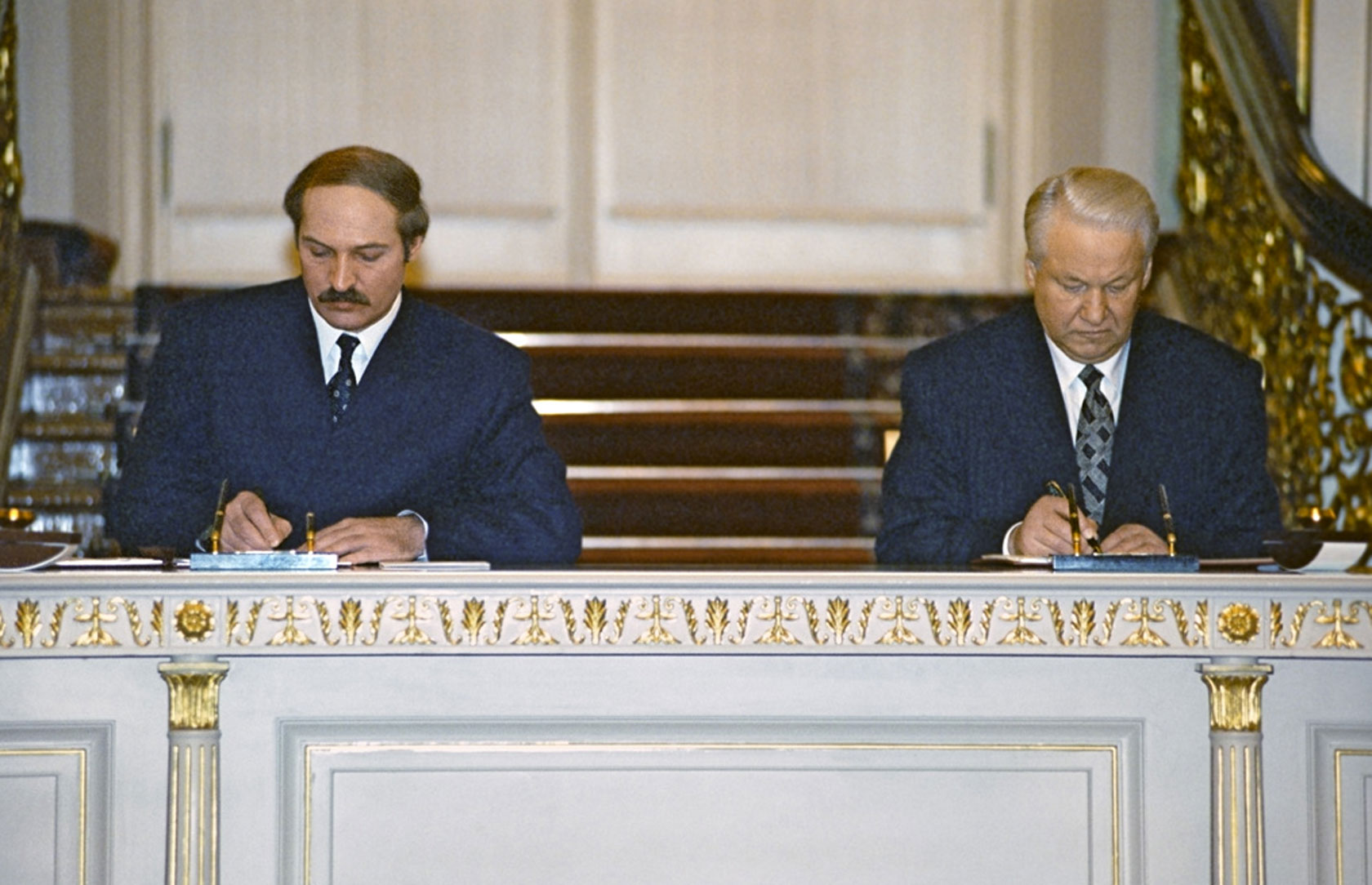
Alexandr Lukašenko a Boris Jelcin podepisují dohodu 2. dubna 1997

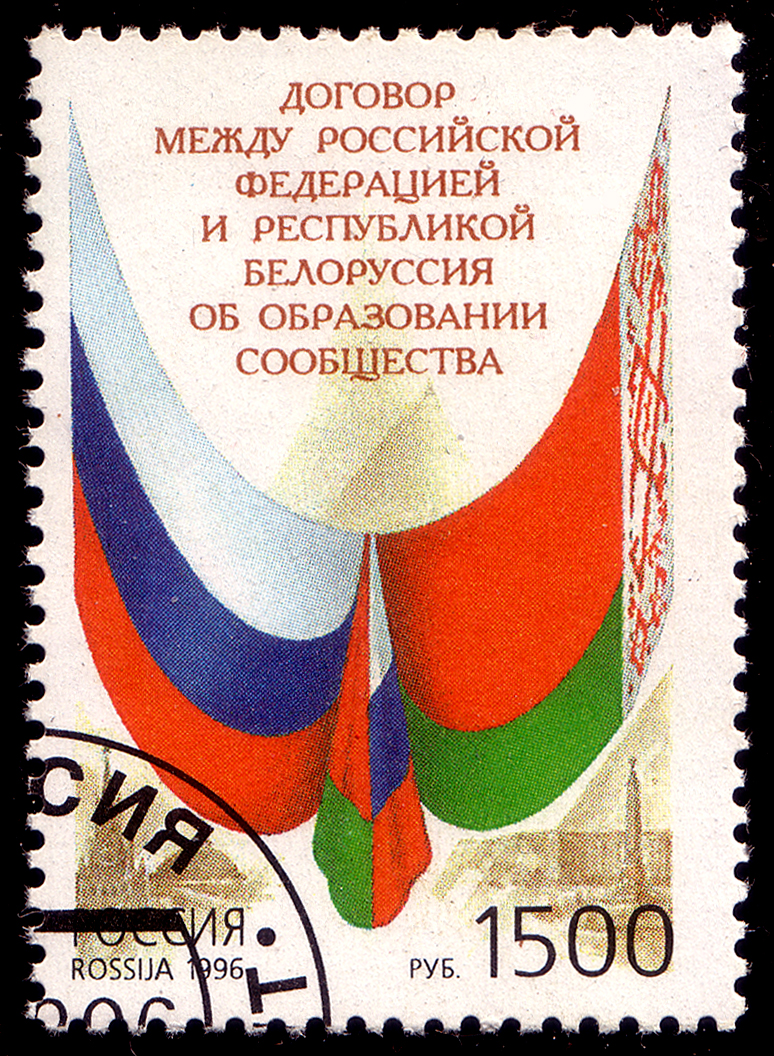
Ruská poštovní známka k podpisu smlouvy

Idea vzniku Svazového státu Ruska a Běloruska pochází od běloruského prezidenta Alexandra Lukašenka. Od začátku roku 1994 podobnou myšlenku navrhoval prezident Kazachstánu Nursultan Nazarbajev (tzv. Euroasijský svaz). Na rozdíl od prezidenta Jelcina jeho nástupce Vladimir Putin neprojevil zprvu velký zájem. Po ostrých sporech např. o cenu nafty a přechodné obchodní válce se na přelomu let 2007–2008 oba prezidenti několikrát setkali, ale k posílení společného státu nedošlo.
Už roku 2002 odmítl Lukašenko Putinův návrh, aby se Bělorusko stalo 90. provincií Ruské federace a zmínil i nepoměr velikostí: Rusko je 15krát větší a má 10krát více obyvatel, HDP na osobu je však v Bělorusku mírně vyšší. Roku 2009 přistoupilo Bělorusko – přes protesty Ruska – k Východnímu partnerství EU, stejně jako pět dalších států SNS a roku 2009 získalo úvěr asi 9 milionů EUR, Rusko naproti tomu zavedlo pro Bělorusko a Kazachstán výhodnější ceny nafty.

## Zájemci

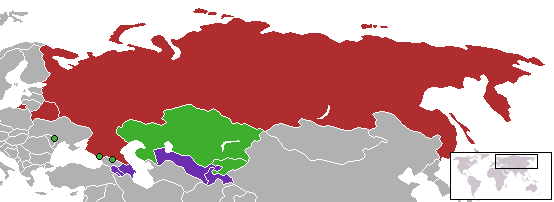
Svaz Ruska a Běloruska, zeleně státy které projevily zájem přistoupit

- Abcházie – měla po dobu parlamentních zasedání status pozorovatele.
- Kazachstán – zájem vstoupit do Svazu Ruska a Běloruska po roce 2010 se zatím neuskutečnil.
- Moldavsko – V roce 2001 sice moldavský prezident Vladimir Voronin po svém zvolení prezidentem oznámil, že plánuje vstoupit do Svazu Ruska a Běloruska, v roce 2005 však byly neúspěšné rozhovory ukončeny.
- Podněstří – vstup Podněstří do Svazu Ruska a Běloruska sice podpořila dvě referenda, vzhledem k nejasnému právnímu vztahu k Moldavsku však k jednáním nedošlo.
- Srbsko – roku 1999 si prezident Jugoslávie Slobodan Miloševič přál, aby se Srbsko do Svazu připojilo jako pozorovatel. V roce 2007 náměstek předsedy Srbské radikální strany Tomislav Nikolič řekl, že chce aby Srbsko posilňovalo přátelské vztahy se Svazovým státem, aby se co nejdříve mohlo stát jeho členem. Mezitím se však Srbsko i Černá Hora naopak ucházejí o členství v EU.
- Jižní Osetie – společně s abchazským předsedou vlády projevil i jihoosetský předseda vlády zájem vstoupit do Svazu Ruska a Běloruska, prozatím má Jižní Osetie po dobu parlamentních zasedání status pozorovatele. Bělorusko žádnou z obou zemí neuznalo.
- Novorusko – během ruské intervence na Ukrajinu v roce 2014 vyjádřil místopředseda vlády svazového státu Novoruska dvou mezinárodně neuznaných separatistických republik DLR a LLR Rustam Temirgaliev přání, že by se celý jihovýchod Ukrajiny mohl připojit k Svazu Ruska a Běloruska. V roce 2015 bylo fungování tohoto mezinárodně neuznaného separatistického útvaru přerušeno.

## Budoucnost
Svazový stát uvažoval o možné vlajce se dvěma hvězdami v levém horním rohu a o znaku s dvojhlavým orlem, k žádné dohodě však nedošlo. Totéž se týká společné měny, ústavy a ústavních činitelů. Jako generální tajemník působil v letech 2000–2011 ruský politik Vladimir Borodin.

navrhované státní symboly:
vlajka
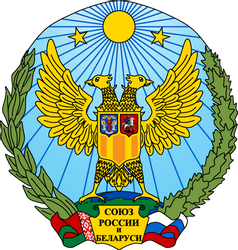
znak